# Yeray Álvarez López
Yeray Álvarez López, més conegut com a Yeray (Barakaldo, 24 de gener de 1995), és un futbolista basc, que juga com a defensa central a l'Athletic Club de la Primera Divisió espanyola.

## Trajectòria

### Inicis a Lezama
Després iniciar-se en el Col·legi La Immaculada de Barakaldo, va passar diversos anys a l'Amets; club fundat pel pare d'un company de col·legi. El 2005 es va incorporar al planter del Barakaldo CF, on va romandre dues temporades. El 2007, va fitxar pel Danok Bat bilbaí. Només una temporada després, es va incorporar a les categories inferiors de l'Athletic Club. Va formar part d'una de la generacions més reeixides en la història de l'Athletic, la del 95, al costat de: Unai López, Remiro, Óscar Gil, Undabarrena, Santamaría, Seguín, Markel o Iriondo. La temporada 2012/2013 va disputar les NextGen Series aconseguint un gol davant l'Arsenal FC. A més, va aconseguir la final de la Copa del Rei Juvenil. El 2013 va promocionar al CD Basconia. Al conjunt basauritarra, que va acabar en quarta posició, va disputar-hi 26 partits. El 2014 va ascendir al Bilbao Athletic, on va aconseguir un ascens històric a Segona Divisió. Durant la seva etapa al filial va viatjar diverses vegades amb el primer equip. Va arribar a estar a la banqueta en un partit de Lliga Europa de la UEFA a Žilina.

### Arribada al primer equip de l'Athletic Club
L'estiu de 2016 va realitzar la pretemporada amb l'Athletic Club, al costat de Mikel Vesga i Óscar Gil, aconseguint quedar-se al primer equip, amb el dorsal 27.
El 15 de setembre va debutar amb el primer equip, en una derrota per 3-0 en Lliga Europa de la UEFA, davant la US Sassuolo. El seu debut a la Lliga va ser, tres dies després, davant el València CF (2-1). La seva adaptació al primer equip va ser sorprenent a causa, en gran part, a la seva seguretat i anticipació. El 3 de novembre de 2016 va donar la seva primera assistència de gol, a Aduriz, en la victòria davant el Genk (5-3).
El 23 de desembre de 2016, Josu Urrutia i el metge del club van anunciar, en roda de premsa, que se li havia detectat un tumor en el seu testicle dret. El 27 de desembre, a l'Hospital de Cruces, se li va realitzar una orquiectomia. El 5 de gener va presenciar, des de la grada, la victòria davant el FC Barcelona per 2-1. Iñaki Williams va marcar en el minut 27, quan l'afició l'estava ovacionant. El 19 de gener de 2017 va rebre l'alta mèdica. El 4 de febrer de 2017, només 46 dies després, va tornar als terrenys de joc, com a titular, a la derrota al Camp Nou per 3-0, i cinc dies més tard va ampliar contracte fins al 2022. i malgrat l'operació, va mantenir un gran nivell la resta de la temporada. El 13 de juny de 2017 li va ser diagnosticada una adenopatia, per la qual hauria de rebre quimioteràpia durant tres mesos, estant concentrat amb la selecció sub-21.
El 27 de novembre de 2017, el cos mèdic va confirmar que es trobava disponible per tornar a jugar. El 20 de desembre de 2017 va jugar amb l'equip sub-23 de l'Athletic Club, davant el combinat sub-23 del Swansea City, per primera vegada després del seu tractament. 259 dies després de la seva última aparició, va tornar a jugar amb l'equip sènior el 4 de febrer de 2018 (exactament un any després del seu primer partit de retorn, ambdós partits per estranya coincidència tenien lloc el Dia Mundial del Càncer), jugant la totalitat d'una derrota per 2-0 a la lliga a casa del Girona.
Yeray va acceptar un nou contracte de set anys el 18 de juliol de 2019, mantenint-lo a l'Estadi de San Mamés fins al 2026 i amb una clàusula de rescissió fixada en 70 milions d'euros. Va marcar el seu primer gol competitiu amb el primer equip el 25 de gener de 2021, rematant una centrada d'Iker Muniain per al segon del seu equip en una eventual victòria a casa per 5-1 contra el Getafe CF.

## Internacional
El 17 de març de 2017 va ser convocat per la selecció sub-21 d'Espanya per als partits amistosos davant Dinamarca i Italia. En el seu segon partit amb la sub-21, va patir una doble fractura dels ossos propis del nas en rebre un cop de colze de Federico Chiesa. Després de ser convocat per disputar l'Eurocopa sub-21 de 2017, va ser convidat per participar als entrenaments de la selecció espanyola. El 13 de juny, va haver d'abandonar la concentració amb la sub-21 causa d'una adenopatia.

## Palmarès
Athletic Club
- 1 Copa del Rei: 2024[11]
- 1 Supercopa d'Espanya: 2021